# Thới An Đông
Thới An Đông là một phường thuộc thành phố Cần Thơ, Việt Nam.

## Địa lý
Phường Thới An Đông có vị trí địa lý:
- Phía đông giáp tỉnh Vĩnh Long
- Phía tây giáp xã Phong Điền
- Phía nam giáp phường Bình Thủy và phường Long Tuyền
- Phía bắc giáp phường Phước Thới.

Phường Thới An Đông có diện tích 25,04 km², dân số năm 2024 là 39.401 người, mật độ dân số đạt 1.573 người/km².

## Lịch sử
Ngày 30 tháng 9 năm 1970, Thủ tướng Chính phủ Việt Nam Cộng hòa ban hành Sắc lệnh số 115-SL/NV về việc cải biến xã Tân An thuộc quận Châu Thành, tỉnh Phong Dinh và các phần đất phụ cận thành thị xã Cần Thơ.
Ngày 7 tháng 6 năm 1971, Thủ tướng Chính phủ Việt Nam Cộng hòa ban hành Nghị định số 585-NĐ/NV về việc:
- Thành lập quận Nhứt và quận Nhì thuộc thị xã Cần Thơ.
- Thành lập khu phố An Thới thuộc Quận Nhứt trên cơ sở toàn bộ ấp Bình Nhựt thuộc xã Long Tuyền và một phần của ấp Thới Thuận, một phần của ấp Thới Hòa thuộc xã Tân An.

Ngày 22 tháng 8 năm 1972, Tổng trưởng Nội vụ Việt Nam Cộng hòa ban hành Nghị định số 553-BNV/HCĐP/NĐ về việc cải danh khu phố tại các thị xã thành phường. Theo đó, chuyển khu phố An Thới thuộc Quận Nhứt thành phường An Thới.
Tháng 8 năm 1972, Thường vụ Khu ủy Khu 9 của phía chính quyền Cộng hòa Miền Nam Việt Nam và Việt Nam Dân chủ Cộng hòa ban hành Quyết định về việc:
- Thành lập thành phố Cần Thơ trực thuộc Khu 9.
- Phường An Thới trực thuộc thành phố Cần Thơ.

Ngày 20 tháng 9 năm 1975, Bộ Chính trị ban hành Nghị quyết số 245-NQ/TW về việc hợp nhất tỉnh Cần Thơ (ngoại trừ huyện Thốt Nốt), tỉnh Sóc Trăng, tỉnh Trà Vinh, tỉnh Vĩnh Long thành một tỉnh, tên gọi tỉnh mới cùng với nơi đặt tỉnh lỵ sẽ do địa phương đề nghị lên.
Ngày 20 tháng 12 năm 1975, Bộ Chính trị ban hành Nghị quyết số 19/NQ về việc hợp nhất tỉnh Cần Thơ (bao gồm cả huyện Thốt Nốt của tỉnh Long Xuyên), tỉnh Sóc Trăng thành một tỉnh mới, tên gọi tỉnh mới cùng với nơi đặt tỉnh lỵ sẽ do địa phương đề nghị lên.
Ngày 24 tháng 2 năm 1976, Chính phủ Cách mạng lâm thời Cộng hòa miền Nam Việt Nam ban hành Nghị định số 3/NQ/1976 về việc hợp nhất tỉnh Cần Thơ, tỉnh Sóc Trăng và thành phố Cần Thơ thành một tỉnh mới, lấy tên là tỉnh Hậu Giang.
Ngày 24 tháng 3 năm 1976, Chính phủ ban hành Quyết định số 17/QĐ-76 về việc:
- Giải thể Quận Nhứt và Quận Nhì thuộc thành phố Cần Thơ.
- Các phường, xã trực thuộc thành phố Cần Thơ.
- Chuyển thành phố Cần Thơ trực thuộc tỉnh Hậu Giang.
- Giải thể phường An Thới, nhập địa bàn vào các phường mới Bình Thủy và Cái Khế.
- Thành lập phường Bình Thủy trên cơ sở một phần nhỏ đất đai trước thuộc xã Long Tuyền.

Ngày 21 tháng 4 năm 1979, Hội đồng Chính phủ ban hành Quyết định số 174-CP về việc:
- Chia phường Bình Thủy thuộc thành phố Cần Thơ thành phường Bình Thủy và phường An Thới (gồm cả Cồn Sơn).
- Sáp nhập 3 ấp: Thới Hòa, Thới Ngươn, Thới Thuận của xã Thới An Đông thuộc huyện Châu Thành vào thành phố Cần Thơ quản lý.

Ngày 26 tháng 12 năm 1991, Quốc hội ban hành Nghị quyết về việc chia tỉnh Hậu Giang thành tỉnh Cần Thơ và tỉnh Sóc Trăng.
Ngày 26 tháng 11 năm 2003, Quốc hội ban hành Nghị quyết số 22/2003/QH11 về việc chia tỉnh Cần Thơ thành thành phố Cần Thơ trực thuộc trung ương và tỉnh Hậu Giang.
Ngày 2 tháng 1 năm 2004, Chính phủ ban hành Nghị định số 05/2004/NĐ-CP về việc:
- Thành lập quận Bình Thủy thuộc thành phố Cần Thơ.
- Thành lập phường Thới An Đông thuộc quận Bình Thủy trên cơ sở toàn bộ 1.167,56 ha diện tích tự nhiên và 9.438 nhân khẩu của xã Thới An Đông thuộc thành phố Cần Thơ.
- Chuyển phường Trà Nóc thuộc thành phố Cần Thơ về quận Bình Thủy mới thành lập quản lý.

Ngày 6 tháng 11 năm 2007, Chính phủ ban hành Nghị định số 162/2007/NĐ-CP về việc thành lập phường Trà An thuộc quận Bình Thủy trên cơ sở điều chỉnh 565,67 ha diện tích tự nhiên và 5.339 nhân khẩu của phường Trà Nóc.
Sau khi điều chỉnh địa giới hành chính, phường Trà Nóc còn lại 712 ha diện tích tự nhiên và 10.513 nhân khẩu.
Ngày 12 tháng 6 năm 2025, Quốc hội ban hành Nghị quyết số 202/2025/QH15 về việc sắp xếp đơn vị hành chính cấp tỉnh (nghị quyết có hiệu lực từ ngày 12 tháng 6 năm 2025). Theo đó, sáp nhập tỉnh Hậu Giang và tỉnh Sóc Trăng vào thành phố Cần Thơ.
Ngày 16 tháng 6 năm 2025:
- Quốc hội ban hành Nghị quyết số 203/2025/QH15[17] về việc Sửa đổi, bổ sung một số điều của Hiến pháp nước Cộng hòa xã hội chủ nghĩa Việt Nam. Theo đó, kết thúc hoạt động của đơn vị hành chính cấp huyện trong cả nước từ ngày 1 tháng 7 năm 2025.
- Ủy ban Thường vụ Quốc hội ban hành Nghị quyết số 1668/NQ-UBTVQH15[18] về việc sắp xếp các đơn vị hành chính cấp xã của thành phố Cần Thơ năm 2025 (nghị quyết có hiệu lực từ ngày 16 tháng 6 năm 2025). Theo đó, thành lập phường Thới An Đông thuộc thành phố Cần Thơ trên cơ sở toàn bộ 6,48 km² diện tích tự nhiên, quy mô dân số là 9.358 người của phường Trà An; toàn bộ 12,10 km² diện tích tự nhiên, quy mô dân số là 13.739 người của phường Thới An Đông và toàn bộ 6,46 km² diện tích tự nhiên, quy mô dân số là 16.304 người của phường Trà Nóc thuộc quận Bình Thủy.

Phường Thới An Đông có 25,04 km² diện tích tự nhiên và quy mô dân số là 39.401 người.

## Giao thông
Các tuyến đường chính: Nguyễn Chí Thanh (đường tỉnh 917), Nguyễn Văn Linh (quốc lộ 91B), Nguyễn Viết Xuân, Phạm Thị Ban,...